# Coussarea
Coussarea es un género con 164 especies de plantas con flores perteneciente a la familia Rubiaceae. Se distribuye por México a Bolivia, Paraguay y las Antillas.

## Descripción
Son árboles o arbustos inermes, terrestres, las flores bisexuales. Hojas opuestas (ternadas en unas especies brasileñas), isofilas, enteras, con domacios o sin éstos; nervadura menor no lineolada; estípulas de formas variadas: interpeciolares, intrapeciolares y también parcialmente intrapeciolares o caliptradas, por lo general triangulares, agudas a emarginadas o cortamente bidentadas, erguidas, persistentes o generalmente caducas, aparentemente imbricadas, las yemas axilares con frecuencia conspicuas, frecuentemente resinosas cuando jóvenes. Inflorescencias terminales (infrecuentemente axilares en algunas especies sudamericanas), cimosas, fasciculadas o reducidas a flores solitarias, sésiles o pedunculadas, bracteadas o ebracteadas, generalmente blancas. Flores sésiles o pediceladas, distilas o posiblemente a veces homostilas, fragantes, frecuentemente nocturnas; limbo calicino 4lobado, sin calicofilos; corola hipocraterimorfa, blanca, generalmente glabra en el interior, lobos 4, valvares, sin apéndices; estambres 4, anteras dorsifijas cerca de la base, incluidas; estigmas 2, lineares, incluidos o exertos; ovario 1-locular o incompletamente 2-locular, los óvulos 1-2, basales. Frutos en bayas, subglobosas a elipsoidales, carnosas, coriáceas o esponjosas, blancas o amarillas, el limbo calicino generalmente persistente y conspicuo; semillas 1-2, elipsoidales.

## Taxonomía
El género fue descrito por Jean Baptiste Christophore Fusée Aublet y publicado en Histoire des Plantes de la Guiane Françoise 1: 98, t. 38. 1775. La especie tipo es: Coussarea violacea Aubl.

## Especies seleccionadas
- Coussarea accedens
- Coussarea acuminata
- Coussarea albescens
- Coussarea amapaensis
- Coussarea americana
- Coussarea ampla
- Coussarea amplifolia
- Coussarea antioquiana